# Roc del Còdol
El Roc del Còdol és una muntanya de 591 metres que es troba al municipi de Casserres, a la comarca catalana del Berguedà.